# Heloros
Heloros (en grec : Έλωρος, en latin : Helorus ou Helorum, en italien : Eloro, en sicilien : Eloru), est un site archéologique situé en Sicile, sur une colline surplombant l'embouchure de la rivière Tellaro et la mer Ionienne, à 6 km de la ville de Noto, dans la province de Syracuse.

## Histoire
Il existe peu de sources sur l'histoire de la cité d'Heloros. Les fouilles confirment qu'elle a été fondée par les Corinthiens au VIIIe siècle av. J.-C. comme l'un des premiers avant-postes côtiès de Syracuse, sur la via Elorina, qui reliait les colonies grecques de Syracuse, Camarina et Gela.
En 493 av. J.-C., en amont de la rivière Tellaro, le tyran Hippocrate de Géla fut battu par les forces de Syracuse. Durant la guerre du Péloponnèse qui opposa la Ligue de Délos, menée par Athènes, et la Ligue du Péloponnèse, sous l'hégémonie de Sparte, les Athéniens furent vaincus.
Entre 270 et 215 av. J.-C., la ville de Syracuse était dominé par le tyran Hiéron II. En 214, la cité d'Heloros fut conquise par les Romains commandés par Marcus Claudius Marcellus.
La cité d'Heloros resta prospère jusqu'à la fin de l'époque byzantine. Elle fut dévastée et détruite lors de la conquête arabe.

## Description
L'enceinte est datée par l'archéologue italien Paolo Orsi entre le VIe siècle et le Ve siècle av. J.-C. Au sud-est, une tour médiévale (Tour Stampace) construite en 1353 par Blasco Alagona, seigneur local sous les ordres de Pierre d'Aragon, pour la défense de la côte, se dresse sur les vestiges d'une forteresse, mentionnée par Pline l'Ancien dans le premier siècle de notre ère.
La place centrale de l'agora présente une citerne creusée dans la pierre et qui recueillait l'eau de pluie. De la place, une rue se dirige vers la mer en direction du sud-est, et une autre rue est orientée dans un axe nord-sud avec une porte à chaque extrémité. Ces deux axes structurent le plan de la cité d'Heloros. Sur le coteau donnant sur la mer, se trouve un théâtre grec antique. Au nord-ouest s'élève un monument funéraire en forme de tour, dénommée la Colonna Pizzuta.
Le sanctuaire le plus important était situé en dehors de l'enceinte : il s'agit d'un Thesmophorion consacré à Déméter et Perséphone, succédant probablement à un culte indigène, semblable au sanctuaire de Bitalemi à Gela. Durant la seconde moitié du IVe siècle, le sanctuaire a été transféré un quartier résidentiel de la cité avec un petit temple dont le stéréobate (20 x 10,5 m) subsiste et une stoa monumentale (68 m de long, 7,4 mètres de large au centre) du IIe siècle, long portique dorique à deux nefs, avec colonnes en façade et piliers carrés à l'intérieur. Une basilique byzantine à trois nefs, abside  et narthex est édifiée plus tard l'est du sanctuaire avec les pierres des structures antiques. Un autre temple s'élève dans la ville consacré à Asclépios.
En 1971, a été découverte à 2,5 km d’Héloros, près de l’embouchure du Tellaro, une villa romaine aux riches mosaïques polychromes du IVe siècle semblables à celles de la Villa romaine du Casale : médaillons à motifs géométriques entourés de couronnes de laurier sur le sol du vaste portique, scène de banquet sous une tente…